# Zona Escolar Rural
Una Zona Escolar Rural (ZER) fa referència a l'agrupació d'Escoles rurals públiques ubicades a diferents poblacions rurals de Catalunya. Aquest tipus d'agrupacions escolars existeix des de 1988, quan es van crear arran del Decret 195/1988.
L'objectiu de les ZER és afavorir el treball col·laboratiu entre diferents centres d'ensenyament d'Infantil i Primària per oferir una millor qualitat educativa i optimitzar recursos. Les escoles rurals que formen part de les diferents ZER comparteixen projecte educatiu; aquesta forma de funcionar permet superar l'aïllament dels mestres i en molts casos afavorir la socialització dels alumnes. El formar part d'una ZER significa doncs, formar part d'un col·lectiu més gran que està en contacte, ja que comparteix un objectiu educatiu i, per tant, els membres interaccionen a través de diferent tipus d'activitats.
Les escoles rurals solen tenir una o dues aules, i es caracteritzen per ser escoles cícliques (dividides per cicles) o unitàries (tots els alumnes de l'escola, independentment de l'edat treballen junts en un mateix espai). Es poden trobar escoles a petits pobles de Catalunya on només hi treballa un mestre i hi ha menys de 10 alumnes.
A Catalunya actualment hi ha 88 Zones Escolars Rurals. Aquest tipus d'agrupació escolar es dona també a Aragó, Galícia i Andalusia, sota el nom de Colegio Rural Agrupado (CRA).

## ZERs de Catalunya
Llistat de ZERs de Catalunya:
| ZER                                                 | Escoles | Municipis                                                                                  | Comarca             | Serveis Territorials | Web                                   |
| --------------------------------------------------- | --- | ------------------------------------------------------------------------------------------ | ------------------- | -------------------- | ------------------------------------- |
| ZER Cep de Sis                                      | Escola el Drac Escola Virolai Escola Les Moreres                                                                                           | Pacs del Penedès Puigdàlber Santa Fe del Penedès                                           | Alt Penedès         | Barcelona Comarques  |                                       |
| ZER Subirats Subirats                               | Escola Subirats Escola el Montcau Escola St. Jordi                                                                                         | Subirats Subirats                                                                          | Alt Penedès         | Barcelona Comarques  |                                       |
| ZER Serra d'Ancosa La Llacuna                       | Escola Vilademàger Escola La Fassina Escola La Renaixença Escola Cabrera d'Igualada                                                        | La Llacuna (Anoia) Mediona Cabrera d'Igualada (Anoia)                                      | Alt Penedès         | Barcelona Comarques  |                                       |
| ZER Guilleries Viladrau                             | Escola Els Castanyers Escola El Gurri | Viladrau Taradell                                                                          | Osona               | Catalunya Central    |                                       |
| ZER Alt Lluçanès St. Boi del Lluçanès               | Escola Aurora Escola La Forja Escola Gafarró Escola Heurom                                                                                 | St. Boi del Lluçanès Alpens Lluçà Perafita                                                 | Osona               | Catalunya Central    |                                       |
| ZER Els Castells Masies de Voltregà                 | Escola Comtes de Lacambra Escola El Rocal Escola de Sta. Maria deBesora Escola Sta. Bàrbara                                                | Masies de Voltregà Montesquiu Sta. Maria de Besora Vidrà                                   | Osona               | Catalunya Central    |                                       |
| ZER Alt Berguedà Vallcebre                          | Escola Serrat Voltor Escola Sta. Margarida Escola L'Albiol                                                                                 | Vallcebre Gòsol St. Julià de Cerdanyola                                                    | Berguedà            | Catalunya Central    |                                       |
| ZER Berguedà Centre Berga                           | Escola de Borredà Escola Serra de Picamill                                                                                                 | Borredà Vilada                                                                             | Berguedà            | Catalunya Central    |                                       |
| ZER Baix Berguedà Gironella                         | Escola Gira Sol Escola d'Olvan | Montmajor Olvan                                                                            | Berguedà            | Catalunya Central    | Arxivat 2013-07-03 a Wayback Machine. |
| ZER Gavarresa Sant Feliu Sasserra                   | Escola Els Roures Escola Llevant Escola Sesmón d'Oló                                                                                       | St. Feliu Sasserra Oristà (Osona) Sta. Maria d'Oló (Moianès)                               | Bages               | Catalunya Central    |                                       |
| ZER Bages Castellgalí                               | Escola Els Pins Escola de Maians Escola Coll de Gossem                                                                                     | Sallent Castellfollit de Boix                                                              | Bages               | Catalunya Central    |                                       |
| ZER El Moianès Ponent Calders                       | Escola Anton Busquets i Punset Escola de Mura Escola l'Esqueix                                                                             | Calders Mura (Bages) Monistrol de Calders                                                  | Moianès             | Catalunya Central    |                                       |
| ZER Moianès Llevant Castellcir                      | Escola La Popa Escola l'Estany Escola de Collsuspina Escola de Sant Quirze Safaja                                                          | Castellcir L'Estany Collsuspina Sant Quirze Safaja                                         | Moianès             | Catalunya Central    |                                       |
| ZER El Cardener St. Mateu de Bages                  | Escola St. Esteve Escola Joan de Palà | St. Mateu de Bages La Coromina - Cardona                                                   | Bages               | Catalunya Central    |                                       |
| ZER Vent d'Avall Els Prats de Rei                   | Escola Mare de Déu del Portal CEIP Sant Roc Escola Font de l'Anoia Escola Copons                                                           | Els Prats de Rei Castellfollit de Riubregós St. Martí Sesgueioles Copons                   | Anoia               | Catalunya Central    |                                       |
| ZER Tres Branques Carme                             | Escola Serra de Coll-Bas Escola Les Passeres                                                                                               | Carme Castellolí                                                                           | Anoia               | Catalunya Central    |                                       |
| ZER El Ventall St. Martí de Tous                    | Escola Jorba Escola Montbou | Jorba Sta. Margarida de Montbui                                                            | Anoia               | Catalunya Central    |                                       |
| ZER Serra d'Ancosa La Llacuna                       | Escola Vilademàger Escola Les Oliveres | La Llacuna Cabrera d'Igualada                                                              | Anoia               | Catalunya Central    |                                       |
| ZER El Solsonès Solsona                             | Escola Aiguadora Escola de la Coma Escola de Lladurs Escola de Llobera Escola de Sant Climent Escola d'Ardèvol Escola Freixenet de Solsona | Navés La Coma i la pedra Lladurs Llobera Pinell del Solsonès Pinós Riner                   | Solsonès            | Catalunya Central    |                                       |
| ZER Baix Montseny Campins                           | Escola del Pont Trencat Escola l'Alzinar Escola Puig Drau                                                                                  | Sta. Mª de Palau Tordera Campins Montseny                                                  | Vallès Oriental     | Maresme              | [ 3 ]                                 |
| ZER LES GOGES Serinyà                               | Escola Bora Gran Escola Frigolet Escola Roqueta                                                                                            | Serinyà Porqueres St. Miquel de Campmajor                                                  | Pla de l'Estany     | Girona               |                                       |
| ZER EL LLIERCA St. Jaume de Llierca                 | Escola Les Escomes Escola Montpalau Escola Joan Roura i Parella Escola Mont Cós                                                            | St. Jaume de Llierca Argelaguer Tortellà Montagut i Oix                                    | Garrotxa            | Girona               | Arxivat 2014-12-14 a Wayback Machine. |
| ZER EMPORDANET-GAVARRES La Pera                     | Escola Pedra Blanca Escola l'Estany Escola la Pedra Dreta Escola Les Gavarres                                                              | La Pera Ullastret St. Sadurní de l'Heura Cruïlles                                          | Baix Empordà        | Girona               |                                       |
| ZER MONTGRÍ Bellcaire d'Empordà                     | Escola El Rajaret Escola La Branca Escola Puig Rodó                                                                                        | Bellcaire d'Empordà Albons Ullà                                                            | Baix Empordà        | Girona               |                                       |
| ZER VALL DE TER St. Pau de Seguries                 | Escola Els Pinets Escola Les Moreres Escola La Daina Escola l'Esquirol                                                                     | St. Pau de Seguries Llanars Vilallonga de Ter Ogassa                                       | Ripollès            | Girona               |                                       |
| ZER COMTE ARNAU Vallfogona del Ripollès             | Escola Núria Morer i Pi Escola de Vallfogona del Ripollés                                                                                  | Planoles Vallfogona del Ripollès                                                           | Ripollès            | Girona               |                                       |
| ZER CERDANYALlívia                                  | Escola Jaume I Escola Sta. Cecília Escola Sta. Coloma                                                                                      | Llívia Bolvir Ger                                                                          | Cerdanya            | Girona               |                                       |
| ZER TRAMUNTANA Saus-Camallera                       | Escola de Ventalló Escola Puig Segalar Escola Els Valentins                                                                                | Ventalló Viladamat Vilamacolum                                                             | Alt Empordà         | Girona               | Arxivat 2014-12-14 a Wayback Machine. |
| ZER LES SALINES Agullana                            | Escola Manuel de Pedrolo Escola Sta. Cecília Escola les Salines                                                                            | Biure Boadella i Les Escaules Massanet de Cabrenys                                         | Alt Empordà         | Girona               | Arxivat 2014-12-27 a Wayback Machine. |
| ZER REQUESENS Capmany                               | Escola Els Dòlmens Escola Antoni Balmanya Escola St. Sebastià Escola Mont- Roig                                                            | Capmany Espolla St. Climent Sescebes Darnius                                               | Alt Empordà         | Girona               |                                       |
| ZER EMPORDÀ Vilanant                                | Escola de Garrigàs Escola Tramuntana Escola Mossèn Josep Mª Albert                                                                         | Garrigàs Pont de Molins Vilanant Cistella                                                  | Alt Empordà         | Girona               |                                       |
| ZER CAP DE CREUS Port de la Selva                   | Escola Les Clisques Escola Puig d'Esquers                                                                                                  | Port de la Selva Colera                                                                    | Alt Empordà         | Girona               | Arxivat 2014-12-27 a Wayback Machine. |
| ZER EL SIÓ Agramunt                                 | Escola de Butsènit Escola de Puigvert d'Agramunt Escola de Ventoses Escola de Preixens                                                     | Butsènit Puigvert d'Agramunt (Urgell) Ventoses Preixens                                    | Urgell              | Lleida               |                                       |
| ZER EL ROMANÍ Montgai                               | Escola Colomina Escola Sol Naixent Escola Mare de Déu del Puig de Meià Escola Mare de Déu de Guardiola                                     | Montgai Cubells Vilanova de Meià La Sentiu de Sió                                          | Noguera             | Lleida               |                                       |
| ZER SERRA LLARGA Algerri                            | Escola Sant Blai Escola Sant Sebastià Escola Santa Maria                                                                                   | Algerri Ivars de la Noguera Castelló de Farfanya                                           | Noguera             | Lleida               |                                       |
| ZER MONTSEC Les Avellanes i Linya                   | Escola de les Avellanes Escola Leandre Cristòfol Escola Andreu Farran Escola de Tartareu Escola L'Espígol                                  | Les Avellanes i Santa Linya Os de Balaguer Àger Les Avellanes i Santa Linya Os de Balaguer | Noguera             | Lleida               |                                       |
| ZER EL JONC Vallfogona de Balaguer                  | Escola Salvador Espriu Escola Dos Rius Escola Joan Ros i Porta Escola La Ràpita                                                            | Vallfogona de Balaguer Camarasa Menàrguens Vallfogona de Balaguer                          | Noguera             | Lleida               |                                       |
| ZER ESPERNALLAC Castellserà                         | Escola El Terrall Escola Sant Bartomeu Escola Ramon Gombal                                                                                 | Castellserà (Urgell) Bellmunt d'Urgell Penelles                                            | Noguera             | Lleida               |                                       |
| ZER L'ERAL Sarroca de Lleida                        | Escola La Roca Escola de Torrebesses Escola d'Alcanó Escola d'Alfes Escola de Sunyer                                                       | Sarroca de Lleida Torrebesses Alcanó Alfes Sunyer                                          | Segrià              | Lleida               |                                       |
| ZER LA COMA Sudanell                                | Escola Sant Isidre Escola El Roser | Montoliu de Lleida Sudanell                                                                | Segrià              | Lleida               | Arxivat 2014-12-14 a Wayback Machine. |
| ZER ARGELAGA Corbins                                | Escola Sol Ixent Escola Mestral Escola Torralameu                                                                                          | Corbins Vilanova de la Barca Torralameu                                                    | Segrià              | Lleida               |                                       |
| ZER L'HORTA DE LLEIDA Lleida                        | Escola Antoni Bergós Escola el Segrià Escola Arrels Escola Creu del Batlle                                                                 | Lleida Lleida Els Alamús Lleida                                                            | Segrià              | Lleida               |                                       |
| ZER L'OLIVER Maials                                 | Escola Otegasa Escola Sant Miquel Escola Arc d'Adà Escola Sant Jaume Escola El Massalcoreig                                                | Maials Almatret Llardecans La Granja d'Escarp Massalcoreig                                 | Segrià              | Lleida               |                                       |
| ZER ALT SEGRIÀ Vilanova de Segrià                   | Escola Blanca de Vilallonga Escola Vilanova de Segrià Escola El Roser                                                                      | La Portella Vilanova de Segrià Torre-Serona                                                | Segrià              | Lleida               |                                       |
| ZER PONENT Lleida                                   | Escola El Vilot Escola Inocencio Pardos Escola Sant Isidre Escola Raïmat                                                                   | Lleida Gimenells i el Pla de la Font Lleida                                                | Segrià              | Lleida               |                                       |
| ZER RIU SET L'Albi                                  | Escola Els Aubis Escola El Cérvol Escola Josep Espasa Escola Sant Bonifaci                                                                 | L'Albi Cervià de les Garrigues La Pobla de Cérvoles Vinaixa                                | Garrigues           | Lleida               |                                       |
| ZER VALL DE L'ARANYÓ Castelldans                    | Escola Timorell Escola Mare de Déu de Montserrat Escola Camp Crusat Escola d'Aspa                                                          | Castelldans L'Albagés El Cogul Aspa                                                        | Garrigues           | Lleida               |                                       |
| ZER PEDRERA L'Espluga Calba                         | Escola Porcel de Cervera Escola Abat Ruera Escola Josep Güell                                                                              | L'Espluga Calba Puiggròs Els Omellons                                                      | Garrigues           | Lleida               |                                       |
| ZER ELAIA La Granadella                             | Escola de la Granadella Escola Els Set Focs Escola Vallmajor                                                                               | La Granadella Bellaguarda Bovera                                                           | Garrigues           | Lleida               |                                       |
| ZER GARRIGUES ALTES Juncosa                         | Escola L'Espígol Escola del Soleràs Escola Joan Benet i Petit                                                                              | Juncosa El Soleràs Els Torms                                                               | Garrigues           | Lleida               |                                       |
| ZER PLAURCÉN El Poal                                | Escola El Roser Escola Rufí Bedoya Escola el Timó                                                                                          | El Poal Bellvís Sidamon                                                                    | Pla d'Urgell        | Lleida               |                                       |
| ZER VENT SERÈ Vilanova de Bellpuig                  | Escola L'Estel Escola Mossèn Ton Clavé | Castellnou de Seana Vila-sana                                                              | Pla d'Urgell        | Lleida               |                                       |
| ZER RIU ONDARA Tornabous                            | Escola l'Espígol Escola Sant Roc | Tornabous Barbens (Pla d'Urgell)                                                           | Urgell Pla d'Urgell | Lleida               |                                       |
| ZER RIU CORB Belianes                               | Escola Pere Teixené Escola el Tallat Escola de Maldà Escola Mossèn Ramon Muntanyola Escola Montalbà                                        | Belianes St. Martí de Riucorb Maldà Els Omells de Na Gaia Preixana                         | Urgell              | Lleida               |                                       |
| ZER GUICIVERVI Vilagrassa                           | Escola Ramon Perelló Escola de Ciutadella Escola de Guimerà Escola Jardí                                                                   | Vilagrassa Ciutadella Guimerà Verdú                                                        | Urgell              | Lleida               |                                       |
| ZER BARIDÀ BATLLIA Montellà i Martinet              | Escola Pere Sarret Escola Ridolaina Escola Portella Blanca Escola Sant Serni Escola el Puig                                                | Montellà i Martinet Montellà i Martinet Lles de Cerdanya Prats i Sansor Prullans           | Cerdanya            | Lleida               |                                       |
| ZER ALT PALLARS SOBIRÀ Llavorsí                     | Escola de Llavorsí Escola d'Alins Escola de Tírvia Escola els Minairons Escola Montsent de Pallars                                         | Llavorsí Alins Tírvia Vall de Cardós Rialp                                                 | Pallars Sobirà      | Lleida               |                                       |
| ZER NARIEDA Organyà                                 | Escola Miret i Sants Escola de Sant Miquel Escola de Sant Climent                                                                          | Organyà Peramola Coll de Nargó                                                             | Alt Urgell          | Lleida               |                                       |
| ZER URGELLET La Seu d'Urgell                        | Escola Castell Ciutat Escola Sant Esteve Escola Els Agols Escola Arnau Mir Escola de Tuixent                                               | La Seu d'Urgell Alàs i Cerc Montferrer i Castellbó Ribera d'Urgellet Tuixent               | Alt Urgell          | Lleida               |                                       |
| ZER ALTA RIBAGORÇA Vilaller                         | Escola Vidal i ABAT Escola La Vall de Boí Escola d'Espluga de Serra                                                                        | Vilaller La Vall de Boí Tremp (Pallars Jussà)                                              | Alta Ribagorça      | Lleida               |                                       |
| ZER LA SEGARRA Ribera d'Ondara                      | Escola Vall d'Ondara Escola Sants Abdó i Senén Escola de les Pellargues Escola de Sanaüja Escola Mare de Déu de la Mercè                   | Ribera d'Ondara Biosca Els Plans de Sió Sanaüja Sant Ramon                                 | Segarra             | Lleida               |                                       |
| ZER PALLARS JUSSÀ Isona i Conca Dellà               | Escola Aeso Escola la Vall Fosca | Isona i Conca Dellà La plana de Mont-ros (La torre de Capdella)                            | Pallars Jussà       | Lleida               |                                       |
| VAL D'ARAN Naut Aran                                | Escola Loseron Escola Ruda Escola Sant Martí Escola Casteth Leon Escola Eth Roser                                                          | Naut Aran Naut Aran Es Bordes Vielha                                                       | Val d'Aran          | Lleida               |                                       |
| ZER EL FRANCOLÍ Vallmoll                            | Escola Bisbe Martí Escola Els Til·lers Escola Rocabruna                                                                                    | El Milà La Masó Valls                                                                      | Alt Camp            | Tarragona            |                                       |
| ZER LA PARELLADA Aiguamúrcia                        | Escola de Cabra delCamp Escola Mare de Déu de l'Esperança Escola Santa Magdalena                                                           | Cabra del Camp Figuerola del Camp El Pont d'Armentera                                      | Alt Camp            | Tarragona            |                                       |
| ZER ATZAVARA Nulles                                 | Escola La Barquera Escola St Sebastià Escola Manuel de Castellón i Feliu                                                                   | Alió Nulles Vilabella                                                                      | Alt Camp            | Tarragona            |                                       |
| ZER MONTSANT RIBERA Cabacés                         | Escola Montsant Escola El Castell Escola Sant Salvador                                                                                     | La Bisbal de Falset Cabacés Margalef                                                       | Priorat             | Tarragona            |                                       |
| ZER LES VINYES Marçà                                | Escola Anicet Villar Escola Sant Isidre Escola Sant Feliu Escola Josep Riba                                                                | Marçà Capçanes Els Guiamets Tivissa (Ribera d'Ebre)                                        | Priorat             | Tarragona            |                                       |
| ZER BAIX PRIORAT Porrera                            | Escola Rossend Giol Escola Onze de setembre Escola El Sarrai                                                                               | Porrera El Masroig Bellmunt del Priorat                                                    | Priorat             | Tarragona            |                                       |
| ZER L'AGLÀ Gratallops                               | Escola Serra Major Escola Licorella Escola Pius XII                                                                                        | La Vilella Baixa Gratallops El Molar                                                       | Priorat             | Tarragona            |                                       |
| ZER MONTSANT SERRA DE PRADES Cornudella de Montsant | Escola Dr. Pinyol Aguadé Escola Garbí Escola Serra de Prades Escola Montsant                                                               | Cornudella de Montsant Poboleda Prades (Baix camp) Ulldemolins                             | Priorat             | Tarragona            |                                       |
| ZER POBLET Vimbodí                                  | Escola Mare de déu dels Torrents Escola de Montgoi Escola Blancafort                                                                       | Vimbodí Vilaverd Blancafort                                                                | Conca de Barberà    | Tarragona            |                                       |
| ZER CONCA DE BARBERÀ Solivella                      | Escola Sagrat Cor Escola Antoni Tous Escola Valldemur Escola Sant Roc                                                                      | Solivella Pira Barberà de Conca Roquefort de Queralt                                       | Conca de Barberà    | Tarragona            |                                       |
| ZER BAIX CAMP SUD Botarell                          | Escola Puigmarí Escola Font de l'Arc | Duesaigües Vilanova d'Escornalbou                                                          | Baix Camp           | Tarragona            |                                       |
| ZER BAIX CAMP NORD L'Aleixar                        | Escola Teresa Salvat Llauradó Escola Cingle Roig                                                                                           | L'Aleixar Vilaplana                                                                        | Baix Camp           | Tarragona            |                                       |
| ZER ELS CEPS Bonastre                               | Escola L'Estel Escola Berenguer de Montoliu                                                                                                | Bonastre Masllorenç                                                                        | Baix Camp           | Tarragona            |                                       |
| ZER MEDITERRÀNIA Alcanar                            | Escola Marjal Escola de Poble Nou del Delta Escola Setze de Febrer                                                                         | Alcanar Amposta St. Jaume d'Enveja                                                         | Montsià             | Terres de l'Ebre     |                                       |
| ZER MONTSIÀ Masdenverge                             | Escola Rosa Gisbert Escola St. Llorenç Escola St. Salvador Escola Teresa Subirats i Mestre Escola Mestre Josep Roncero i Pallarès          | Masdenverge La Galera Godall Mas de Barberans Freginals                                    | Montsià             | Terres de l'Ebre     |                                       |
| ZER MESTRAL Tortosa                                 | Escola Divina Pastora Escola Port Rodó Escola del Lligallo del Gànguil                                                                     | Tortosa Tortosa Camarles                                                                   | Baix Ebre           | Terres de l'Ebre     |                                       |
| ZER MONT CARO Roquetes                              | Escola Raval de Cristo Escola d'Alfara de Carles Escola St. Antoni Abat                                                                    | Roquetes Alfara de Carles Tortosa                                                          | Baix Ebre           | Terres de l'Ebre     |                                       |
| ZER RIU I SERRA Benifallet                          | Escola Llorenç Vallespí I Vidiella Escola St. Jordi Escola Sant Roc                                                                        | Benifallet Aldover Paüls                                                                   | Baix Ebre           | Terres de l'Ebre     |                                       |
| ZER RIU AVALL Tivenys                               | Escola La Pineda Escola Bitem | Tivenys Tortosa                                                                            | Baix Ebre           | Terres de l'Ebre     |                                       |
| ZER RIBERE D'EBRE-NORD Garcia                       | Escola El Verger Escola El Tormo Escola Les Eres                                                                                           | Garcia La Torre de l'Espanyol Vinebre                                                      | Ribera d'Ebre       | Terres de l'Ebre     |                                       |
| ZER BENISSANET-MIRAVET Benissanet                   | Escola Roc Llop i Convolia Escola Antoni Nat                                                                                               | Miravet Benissanet                                                                         | Ribera d'Ebre       | Terres de l'Ebre     |                                       |
| ZER FONT DE L'AIGUADÍ Ginestar                      | Escola Pàmies Escola de Rasquera | Ginestar Rasquera                                                                          | Ribera d'Ebre       | Terres de l'Ebre     |                                       |
| ZER EBRE Riba Roja d'Ebre                           | Escola Sant Agustí Escola 1 d'abril | Riba Roja d'Ebre Palma d'Ebre                                                              | Ribera d'Ebre       | Terres de l'Ebre     |                                       |
| ZER PORTS ALGARS Horta de St. Joan                  | Escola La Miranda Escola La Gessera Escola Mare de Déu de la Fontcalda                                                                     | Arnes Caseres Prat de Compte                                                               | Terra Alta          | Terres de l'Ebre     |                                       |
| ZER TERRA ALTA NORD Vilalba dels Arcs               | Escola El Diví Mestre Escola L'Ametller Escola Los Castellets                                                                              | Vilalba dels Arcs La Pobla de Massaluca La Fatarella                                       | Terra Alta          | Terres de l'Ebre     |                                       |
| ZER TERRA ALTA CENTRE El Pinell de Brai             | Escola Cèsar Martinell Escola St. Blai Escola Doctor Ferran                                                                                | El Pinell de Brai Bot Corbera d'Ebre                                                       | Terra Alta          | Terres de l'Ebre     |                                       |